# Hermosa (Bataán)
Hermosa es un municipio filipino de primera clase, perteneciente a la provincia de Bataan, en la isla de Luzón.

## Toponimia
El municipio puede aparecer referido como «Hermosa», «Llana Hermosa» y «Llanahermosa».

## Historia
Hacia mediados del siglo XIX, el lugar tenía contabilizada una población de 2339 habitantes, repartidos en 398 casas. Aparece descrito en el segundo volumen del Diccionario geográfico, estadístico, histórico de las Islas Filipinas (1850) de Manuel Buzeta Núñez y Felipe Bravo con las siguientes palabras:

LLANA HERMOSA: pueblo con cura y gobernadorcillo, en la isla de Luzon, prov. de Bataan, dióc. de Manila; sit. en los 124° 11' 50" long., 14° 50' lat., á la orilla de un r., en un hermoso terreno llano, por lo que le han dado este nombre, y bajo un clima templado y saludable. Tiene unas 398 casas de particulares; y ademas la casa parroquial y la de comunidad, donde se halla la cárcel, que son las dos que mas se distinguen en el pueblo por ser de mejor construccion que las demas. Hay una escuela de primeras letras y un cementerio bastante capaz que está fuera de la pobl. La igl. parr. se fundó bajo la advocacion de San Pedro, mártir, y en el dia la sirve un cura regular. Pasa por este pueblo la carretera real, y recibe de la cab. el correo semanal establecido en la isla. Confina el term. por N. N. O. con el de Dinalupijan, cuyo pueblo dista 1 ¼ leg.; por S. S. E. con el de Orani (á ¾ leg.); y por E. con la prov. de Bulacan. El terreno es llano, riéganlo varios r., y sus prod. son arroz, caña dulce, algodon, añil, maiz, legumbres, frutas y otros art. en menor cantidad. La ind. agrícola es la principal, ocupándose tambien las mugeres en la fabricacion de varias clases de telas. pobl. 2,339 alm., y en 1845 pagaba 522 trib., que corresponden á 5,220 rs. plata, equivalentes á 15,050 rs. vn.
(Buzeta y Bravo, 1851, pp. 188-189)

En 2020, tenía censados 77 443 habitantes.